# Pinillosia berteroi
Pinillosia berteroi là một loài thực vật có hoa trong họ Cúc. Loài này được (Spreng.) Urb. miêu tả khoa học đầu tiên năm 1907.